# أندريا أندرس (ممثلة)
أندريا أندرس (بالإنجليزية: Andrea Anders؛ ولدت في 10 مايو 1975 ماديسون، ويسكنسن)‏ هي ممثلة أمريكية مشهورة بدور أليكس غاريت في مسلسل جوي على هيئة الإذاعة الوطنية، ونيكل ألن في مسلسل ذا كلاس على هيئة الإذاعة الكولومبية.

## سيرتها
ولدت في ماديسون، ويسكنسن انتقلت هي وأسرتها للعيش في بلدة ديفورست بالولاية نفسها، لكنها تعيش الآن في لوس أنجليس. التحقت بجامعة الولاية حيث درست بكلية الفنون الجميلة وانهت دراستها عام 1997. بدات حياتها الفنية بعدها بعام واحد في عام 1998 بدورها في مسلسل one life to live أو حياة واحدة لنعيشها. ولكن دورها كان محدود ويعد ان اندريا بدات التمثيل فعلا عام 2001بدورها في مسرحية The Graduate التي بنيت على الفيلم الذي يحمل نفس الاسم وكذلك على الرواية التي تحمل نفس الاسم. أهم دورها كان عن طريق ما يعرف بالسيت كوم من خلال عملين أساسين joey جوى والذي عرض ما بين عامي 2004-2006 والاخر هو the class والتي قدمته عامي 2006 و2007. قدمت دور في مسرحية fat pig والتي بدأ عرضها في مايو 2007 وانتهى في 1 يوليو 2007. ظهرت اندريا في البرنامج الحواري الكندي كندا ايه ام في 16 أكتوبر 2006.